# Obciążenie budowli
Obciążenie budowli – każdy czynnik fizyczny wywołujący w niej pewien stan naprężenia i odkształcenia. W praktyce występują trzy takie czynniki: oddziaływania siłowe, temperaturowe (termiczne) i przemieszczeniowe (geometryczne).
Oddziaływania siłowe spowodowane są przede wszystkim grawitacją ziemską, a więc działaniem sił ciężkości (np. ciężar własny, obciążenie śniegiem). Mogą jednak również powstawać jako wzajemne reakcje sąsiadujących ze sobą obiektów, pomiędzy którymi np. została rozpięta lina kolejki linowej. Dla celów analizy obliczeniowej wprowadza się w zasadzie tylko dwie idealizacje: 1) pojęcie siły skupionej, działającej na wyróżniony punkt jej przyłożenia i 2) pojęcie obciążenia rozłożonego w sposób ciągły na obszarze jedno- dwu- lub trójwymiarowym badanego układu.
Oddziaływania termiczne są wywoływane zmianami temperatury w obszarze badanej konstrukcji. Przykładem obciążenia termicznego może być np. ogrzanie pręta prostego, który końcami opiera się o podpory nieprzesuwne. Ponieważ pręt, ze względu na sposób podparcia jego końców, nie może zmienić długości, ogrzanie go powoduje powstanie w nim sił ściskających. To uzasadnia sensowność określenia obciążenie termiczne. W praktyce obciążenie takie może powodować np. wyboczenie szyn tramwajowych w czasie wielkich upałów.
Oddziaływania geometryczne powstają jako skutki wywołane przez przemieszczenia wymuszone w badanym układzie. I tym razem można posłużyć się przykładem pręta prostego jw. Wymuszenie osiowego przesunięcia jednej z jego podpór, skutkujące zmianą długości pręta, powoduje powstanie w tym pręcie siły osiowej, co uzasadnia określenie obciążenie geometryczne.